# O słońcu
O Słońcu – tytuł niezachowanego traktatu neoplatońskiego filozofa Porfiriusza (240-305), ucznia Plotyna. Mimo że dzieło nie dotrwało do naszych czasów, jego treść można odtworzyć na podstawie pierwszej księgi Saturnaliów Makrobiusza, który zeń korzystał.

## Zarys problematyki
Porfiriusz w swym traktacie dawał wyraz poglądom teologicznym. Wiele imion bogów np. Apollo, Dionizos, Zeus, Serapis, jak i półbogów – Herkules, Asklepios, Adonis – są niczym innym, jak tylko różnymi nazwami dla tego samego bóstwa – Heliosa-Słońca. Chociaż Helios jest potężnym bogiem, to i tak podlega Bogu Najwyższemu i pełni rolę mediatora między nim a ludzkością.
Rozważania Porfiriusza wpisują się w nurt późnoantycznej spekulacji solarnej, której dowody dali także Jamblich, Korneliusz Labeon i Julian Apostata. Kult słońca był szeroko rozpowszechniony w świecie późnoantycznym, zarówno w teologii i filozofii, jak i sztuce i religii pogańskiego Rzymu.